# Luigi Boille
Luigi Boille, all'anagrafe Sante Luigi Boille (Pordenone, 3 aprile 1926 – Roma, 20 aprile 2015), è stato un pittore italiano.

## Biografia
Di origine italo-ungherese, Luigi Boille nasce a Pordenone e trascorre la prima infanzia in Veneto. Si trasferisce poi con la madre a Roma. Si diploma all’Accademia di Belle Arti nel 1949 e si laurea in Architettura nel 1950. Poco dopo si trasferisce a Parigi, dove lavora saltuariamente come architetto. Dal 1953 si dedica esclusivamente alla pittura, avvicinandosi ai movimenti d'avanguardia dell'arte informale e dell'astrazione lirica.
Nel 1954 partecipa alla sua prima mostra collettiva di rilievo, intitolata Jeune Peinture, nella storica galleria di Paul Facchetti, a Parigi. L'anno successivo, nel 1955, tiene la sua prima mostra personale alla galleria Lucien Durand, e un suo quadro viene acquistato dal Museo d’Arte Moderna di Parigi. In questa fase la sua pittura è caratterizza da una materia pittorica spessa, lavorata anche con la fiamma ossidrica. Seguirà poi uno stile più gestuale, che si “vuole animatore di spazio”, come lo descrive il critico Pierre Restany nel 1958, e con colori raffinati, come rilevato da Lionello Venturi.
Si succedono varie mostre collettive in Francia, in Austria e nei Paesi Bassi, e alcune personali a Roma e a Milano con cui riallaccia i rapporti con l'Italia. A Parigi il critico Michel Tapié comincia a seguire il suo lavoro e lo inserisce nell’équipe della galleria Stadler. Partecipa così alle collettive organizzate da Tapié in Giappone con il gruppo Gutai: l'International Contemporary Art Exhibition e l'International Art of a New Era: Informel and Gutai.
Il suo stile pittorico approda a “una specie di grafia organica della sensazione, strumento originale ben adattato alle esigenze della integrazione ritmica”, come scrive Pierre Restany in un testo critico del 1959. Nel 1960 Giulio Carlo Argan gli fa visita nel suo studio a Parigi e lo inserisce nelle rassegne italiane degli anni seguenti, come la Quadriennale nazionale d'arte di Roma. Dopo una mostra personale alla galleria Schmela di Düsseldorf nel 1960, realizza un'altra personale da Stadler a gennaio del 1961, esponendo le opere in cui il segno si organizza in “superficie continue”, come osservato in seguito da Argan, e le prime tele definite da Tapié come vicine al "barocco".
Nel 1964 rappresenta l’Italia insieme a Giuseppe Capogrossi, Enrico Castellani e Lucio Fontana al Guggenheim International Award di New York, su invito di Lawrence Alloway. Prende uno studio anche a Roma, ed espone nel 1965 alla galleria Pogliani, con testi di Michel Tapié e Cesare Vivaldi, e alla galleria Michaud di Firenze, presentato da Giulio Carlo Argan. Espone alla 33ª Biennale Internazionale d'Arte di Venezia nel 1966 e per l’occasione la galleria Stadler edita un opuscolo con testi del poeta argentino Murilo Mendes e di Cesare Vivaldi. Cinque sue grandi tele esposte alla Biennale di Venezia, vengono collocate in collezioni e musei statunitensi (tra cui all’Hirshhorn Museum and Sculpture Garden di Washington) dal mercante olandese Jon Streep, con il quale stabilisce un contratto di lavoro per gli Stati Uniti, parallelamente a quello con la galleria Stadler per l’Europa. In quelli anni, il suo stile, da barocco passa al “continuum segnico”, come osservato da Vivaldi, con grandi tele più colorate. Alla fine degli anni sessanta si trasferisce a Roma.
Nei primi anni settanta si dedica a diverse edizioni di cartelle di litografie, tra cui Omaggio a Ezra Pound. Intorno al 1973 approda a uno stile minimalista, definito “arabescato” da Argan, che presenta la cartella Cinque litografie modulate in giallo. Dopo lo stile minimalista e monocromo, riprende la ricerca sulla materia, per approdare alle serie Energia e Centralità, con materia pittorica spessa e motivi centrali con mini-segni. Dopo una serie di personali e collettive, nel 1984 espone in un’antologica al Palazzo dei Diamanti di Ferrara, presentata da Filiberto Menna, con un catalogo che ripercorre la sua storia pittorica attraverso riproduzioni e testi critici di ogni periodo. Seguirà nel 1985 un analogo percorso espositivo per la produzione grafica al Palazzo Ferrero di Biella.
Alla personale del 1993 presso la galleria L’Isola di Roma, presentata da Simonetta Lux con il titolo Boille pictor et poëta, presenta una panoramica delle opere realizzate tra il 1960 e il 1993, anno in cui torna alla ricerca sul segno che percorrerà fino alla fine della sua carriera, esponendo più volte a Monaco di Baviera alla galleria Roubaud. Nel 1996 un’iniziativa particolare, a cura di Antonio Pinelli, mette in evidenza alcuni parallelismi tra disegni antichi e opere recenti di vari artisti con la mostra Segno e segno: Boille, Conte, Della Torre, Lai, Napoleone, Strazza, alla Biblioteca Casanatense di Roma e a Exmà centro comunale d’arte e cultura a Cagliari. Nel 1999 fa la sua prima mostra alla galleria Marchetti di Roma, con cui comincia un rapporto di lavoro continuativo. Fa la sua ultima personale a Milano, allo Spaziotemporaneo, in collaborazione con galleria Il Triangolo nero di Alessandria. 
A circa un anno dalla sua morte avvenuta nel 2015, Pordenone, sua città natale, gli dedica un'ampia retrospettiva al PArCo, la nuova sede della Galleria d'arte moderna e contemporanea, curata da Silvia Pegoraro. Nel 2019 il Casino dei Principi di Villa Torlonia ospita la sua prima grande antologica in una sede istituzionale a Roma. La mostra, a cura di Claudia Terenzi e Bruno Aller, in collaborazione con l'Archivio Boille, presenta il percorso artistico del maestro tra il 1958 e il 2015.
Nell’ottobre del 2021 la galleria Ronchini presenta una selezione di opere di Boille degli anni cinquanta e sessanta alla Frieze Masters di Londra, dedicandogli l’intero stand. Nel 2022 la galleria Ronchini lo espone alla fiera di Città del Messico Zona Maco, ad Art Dubai, negli Emirati Arabi Uniti, ad Art Brussels in Belgio e alla Dallas Art Fair, in Texas, Stati Uniti.
A gennaio del 2023 una sua opera è esposta alla galleria David Zwirner di New York nell'ambito della mostra Roma/New York, 1953–1964.

## Luigi Boille nelle collezioni pubbliche
- PArCo, Galleria d’Arte Moderna e Contemporanea Armando Pizzinato Archiviato il 3 dicembre 2018 in Internet Archive., Pordenone
- Galleria Civica d’Arte Moderna e Contemporanea, Torino
- Galleria d'arte moderna Klovicevi dvori, Zagabria, Croazia
- Galleria Nazionale d’Arte Moderna e Contemporanea, Roma
- Hirshhorn Museum and Sculpture Garden, Washington, Stati Uniti
- Musée d’Art Moderne de la Ville de Paris, Francia
- Museo di Roma a Palazzo Braschi
- Macro, Museo di arte contemporanea di Roma
- Museo Novecento, Firenze
- Galleria Civica d’Arte Contemporanea, Termoli
- Museo Epicentro, Gala di Barcellona (Messina).
- MAGI '900 di Pieve di Cento (BO)